# Becca d'Agè
Becca d'Agè är en bergstopp i Schweiz. Den ligger i distriktet Entremont och kantonen Valais, i den sydvästra delen av landet, 100 km söder om huvudstaden Bern. Toppen på Becca d'Agè är 2 979 meter över havet.